# 最高法院
最高法院（英語：supreme court），是現代社會最高級的司法機關，通常有對訴訟的最終審判權（即不可推翻的）和對法律（包括憲法）的最終解釋權，但實際權力及名稱在各地不盡相同。一些國家設立單獨的憲法法院，以維持違憲審查的獨立性。
- 美國最高法院
- 法國最高法院

- 瑞士聯邦最高法院
- 阿根廷最高法院

- 加拿大最高法院
- 西班牙最高法院

- 英國最高法院
- 澳大利亞高等法院

- 印度最高法院
- 義大利最高法院

## 各地最高法院

### 英美法系
- 大不列顛及北愛爾蘭聯合王國：
  - 民、刑事訴訟案件：聯合王國最高法院[註 1]
  - 權力下放事務之案件：聯合王國最高法院
- 爱尔兰：愛爾蘭最高法院
- 加拿大：加拿大最高法院
- 美利堅合眾國：美國最高法院
- 马来西亚：马来西亚联邦法院
- 新加坡：新加坡最高法院
- 香港特別行政區：香港終審法院[註 2]
- ：澳洲高等法院
- 新西兰：新西兰最高法院
- 以色列：以色列最高法院
- 南非：
  - 南非憲法法院（只管轄憲法問題）
  - 南非最高上訴法院（除憲政事務外的最高法院）

### 欧陆法系
- 德国：
  - 聯邦憲法法院
  - 聯邦最高法院
  - 聯邦最高行政法院
  - 聯邦最高勞工法院
  - 聯邦最高財務法院
  - 聯邦最高社會法院
- 法國：
  - 最高法院
  - 最高行政法院
  - 憲法委員會
- 瑞士：瑞士聯邦最高法院
- 西班牙：西班牙最高法院
- 荷蘭：荷蘭最高法院
- 日本國：最高裁判所
- 大韓民國：
  - 大法院
  - 韩国宪法法院（憲法裁判所）
- 中華民國：
  - 司法院（全國最高司法機關）
    - 憲法法庭( 憲法訴訟案件 )
    - 懲戒法院( 公務員違法懲戒案件)

  - 中華民國最高法院( 一般訴訟案件 )
  - 中華民國最高行政法院( 行政訴訟案件 )
- 澳門特別行政區：澳門終審法院[註 2]
- 巴西：
  - 違憲審查案件：巴西最高法院
  - 上訴案件：巴西高級法院
- 秘魯：秘鲁最高法院
- 委內瑞拉：
  - 委內瑞拉最高法院
  - 委內瑞拉流亡最高法院

#### 社會主義法系
- 中华人民共和国
  - 最高人民法院[註 2]
  - 全国人民代表大会常务委员会[註 2]
- 越南社會主義共和國
  - 越南最高人民法院
- 朝鮮民主主義人民共和國
  - 朝鮮民主主義人民共和國中央裁判所
- 寮人民民主共和國
  - 老挝最高人民法院
- 古巴
  - 古巴最高人民法院